# Christian Wind von Bülow
Christian Wind (von) Bülow (født 20. februar 1772, død 30. april 1838) var en dansk officer.
Han blev ritmester i Husarregimentet, 1805 karakteriseret  major, 1810 premiermajor og fik samme år oberstløjtnants karakter oq anciennitet, blev 1812 virkelig oberstløjtnant og 1814 karakteriseret oberst. Fra 1816 til sin død var han chef for Holstenske Lansenerregiment, og Bülow blev i mellemtiden 1831 generalmajor.
Han blev 1812 udnævnt til kammerherre, 16. maj 1824 til Ridder af Dannebrogordenen, 1. november 1828 Dannebrogsmand og blev 2. juli 1834 Kommandør af Dannebrog.
Han blev gift 31. august 1808 med Charlotte Amalie Dörschel (født 28. marts 1774, død 28. december 1846).